# آنتوان دو فاوری
شوالیه آنتوان دو فاوری (به انگلیسی: Antoine de Favray)، (۸ سپتامبر ۱۷۰۶، بنیوله- ۹ فوریه ۱۷۹۸، مالت) نقاش فرانسوی بود که به خاطر پرتره‌های شخصیت‌های امپراتوری عثمانی و همچنین نقاشی‌های فرماندهان بزرگ شوالیه‌های مالت مورد توجه قرار گرفت.

## زندگی و حرفه
در سال ۱۷۶۲ ، آنتوان دو فاوری به قسطنطنیه نقل مکان کرد و ۹ سال را در آنجا گذراند. وی ژانر بی شماری از صحنه‌های زندگی روزمره در ترکیه را در زمان لویی شانزدهم نقاشی کرد و همچنین مردم محلی و شخصیت‌های برجسته خارجی را به تصویر کشید. به ویژه یک عکس از سفیر فرانسه، شارل گراویه، کنت ورگن (۱۷۸۷–۱۷۱۷)، که بین سالهای ۱۷۵۴ تا ۱۷۶۸ در قسطنطنیه زندگی می‌کرد، و تصویری از آنت دوویویر دو تستا همسر گراویه (۱۷۹۸–۱۷۳۰) قابل توجه است. وی پیش از این با تستا، بازرگان و عضوی از یک خانواده برجسته جنوسی که چندین قرن در پرا اقامت داشت، ازدواج کرده بود. فاوری هم سفیر و هم همسرش را با لباس غنی ترکی به تصویر کشید.

## نگارخانه

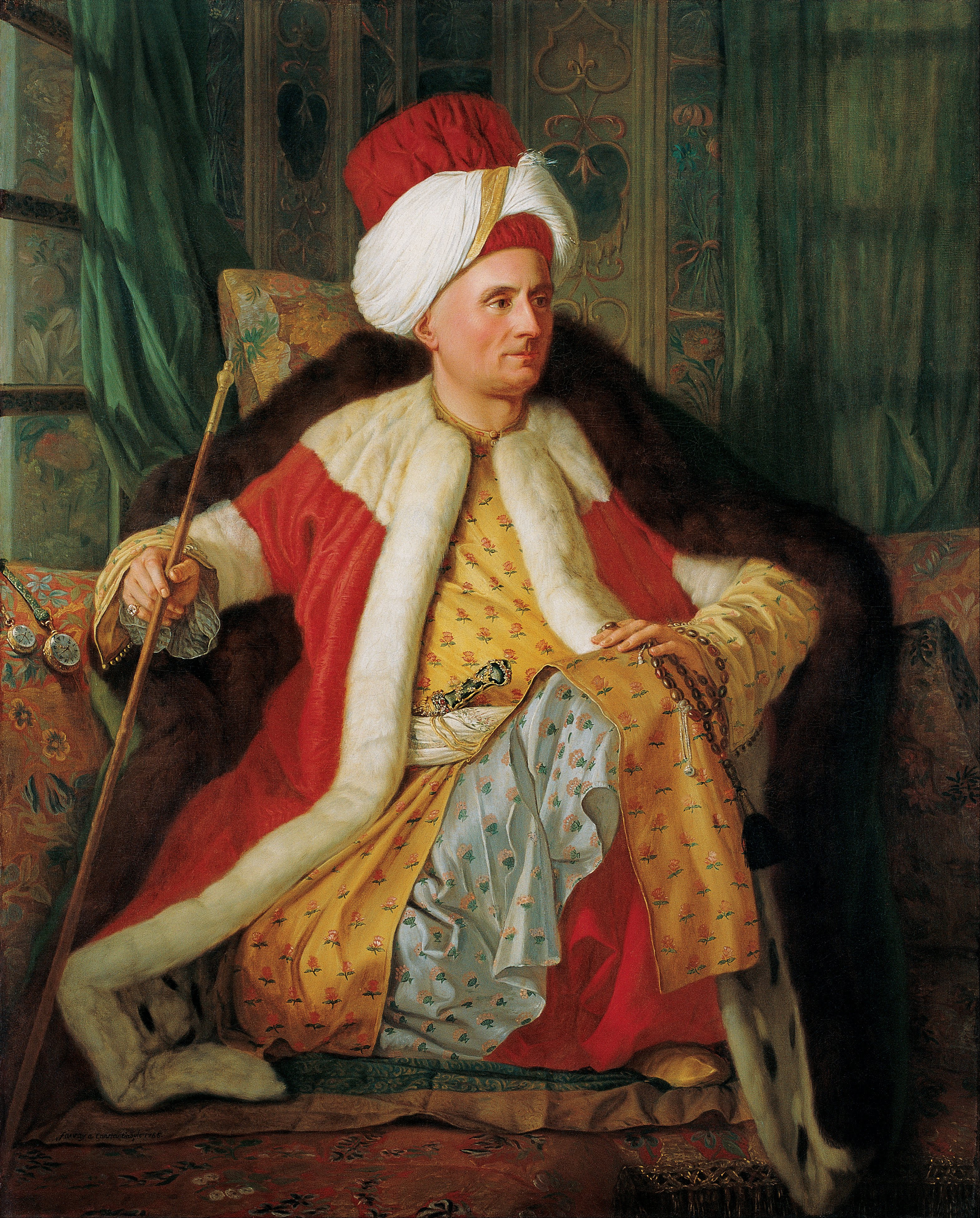
سفیر امپراتوری فرانسه شارل گراویه در لباس اشراف دربار عثمانی ۱۷۶۶ م. موزه پرا
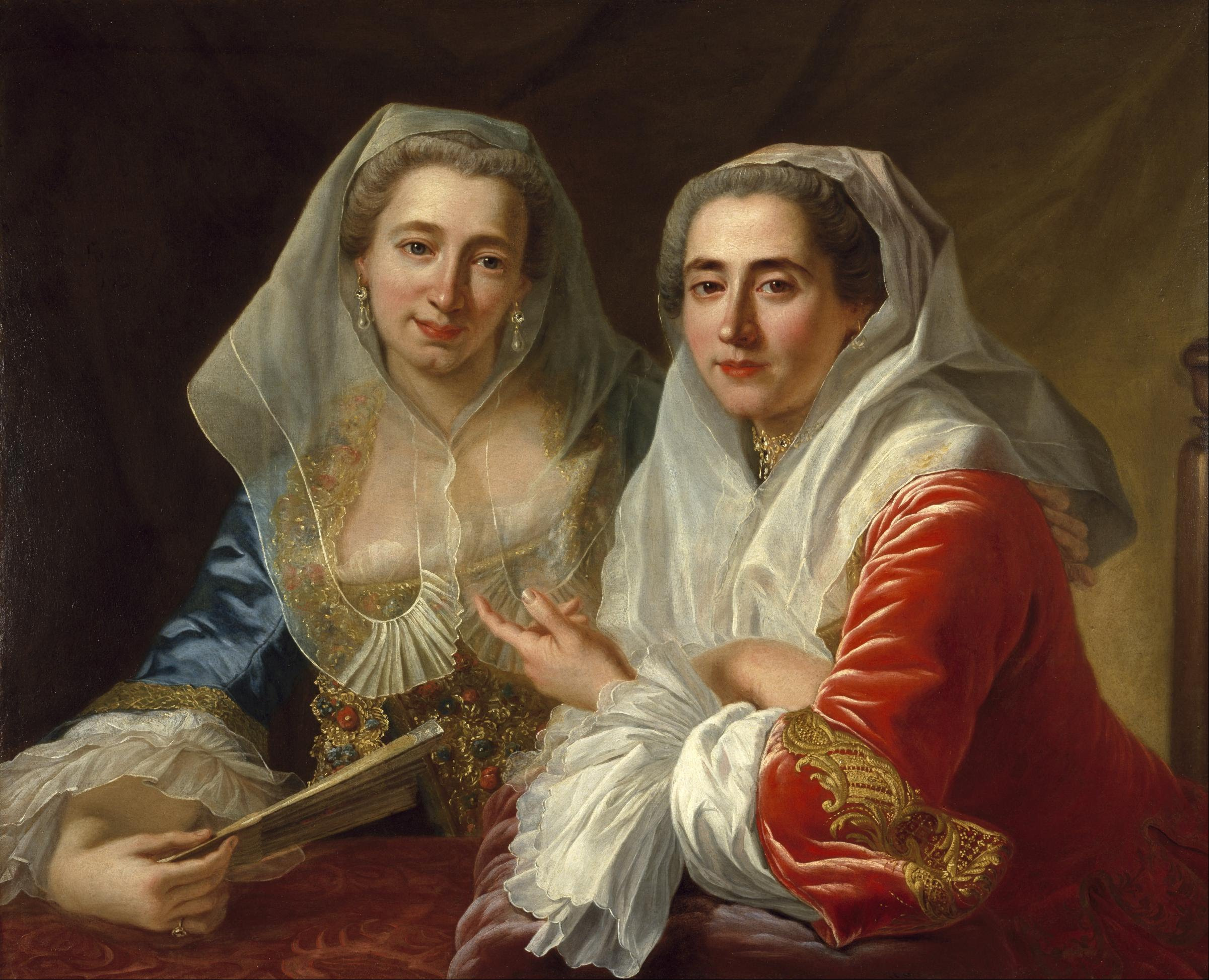
خواهران میرابیتا ، موزه هنرهای زیبا ، هوستون
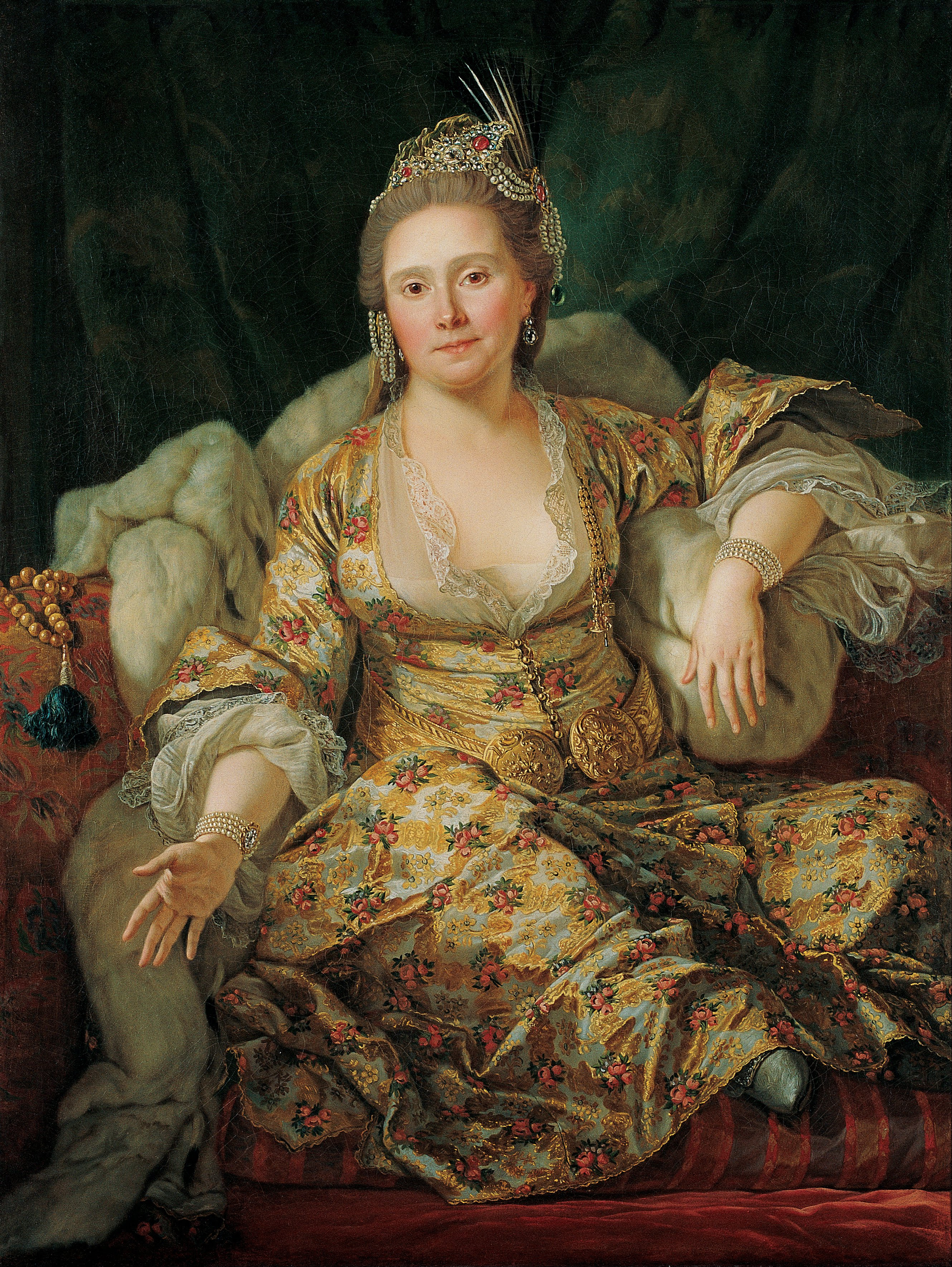
آن دوویویه، کُنتسِ ورجنس در لباس اشراف دربار عثمانی نیمهٔ دوم سدهٔ ۱۸ م. موزه پرا
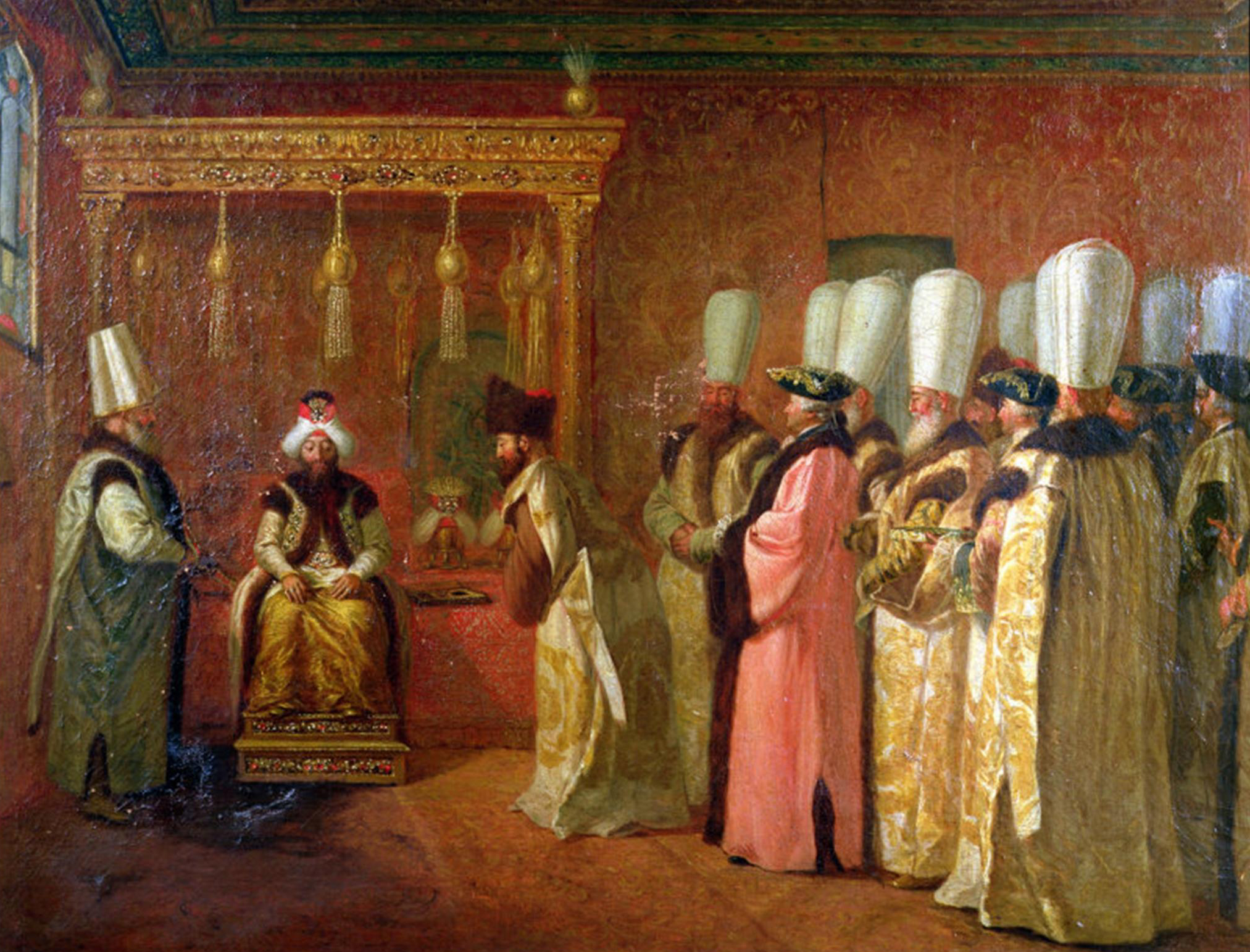
ملاقات رسمی شارلِ ورجنس با سلطان عثمان سوم در سال ۱۷۵۵.
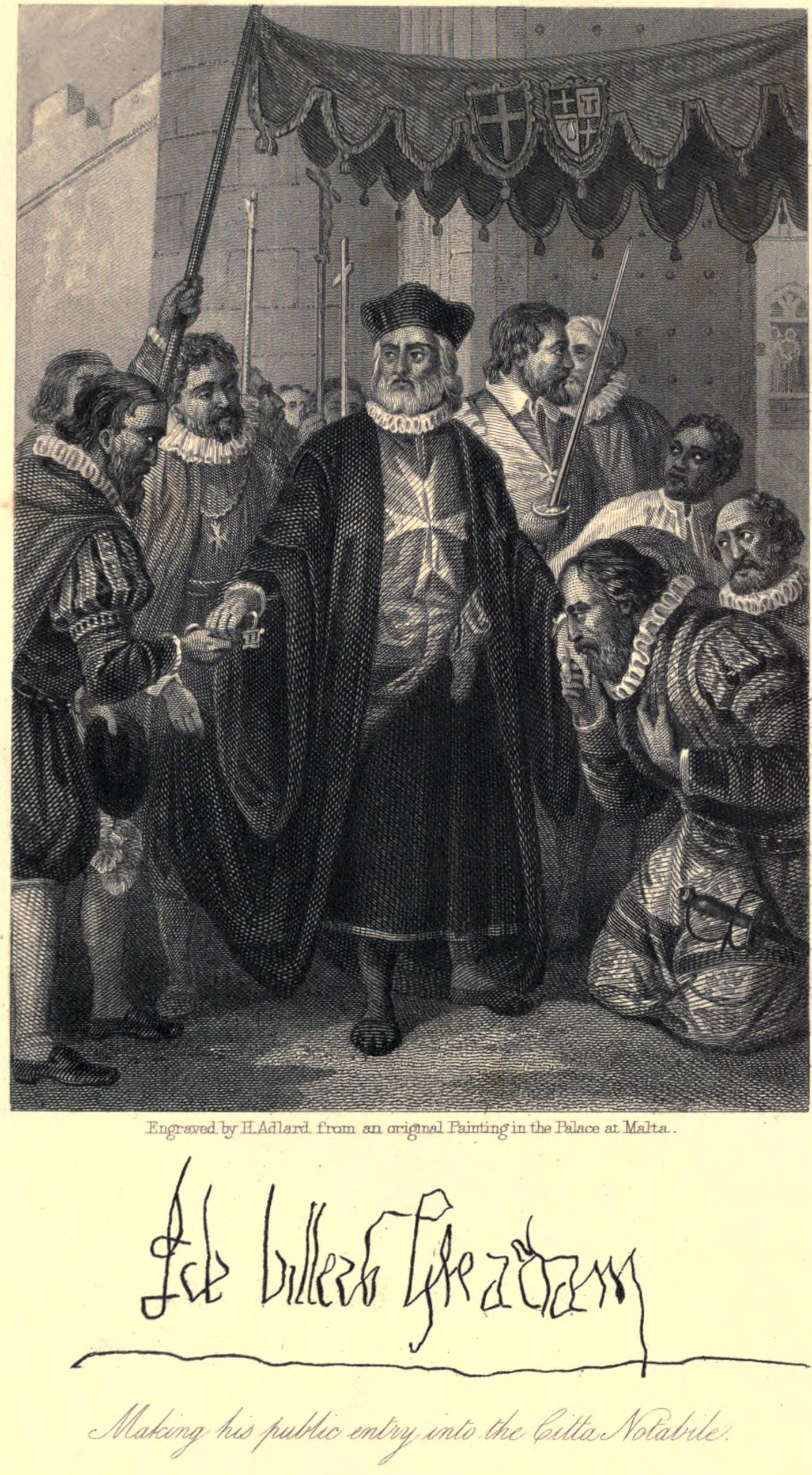
فرمانده بزرگ فیلیپ ویلیر دو ایسل آدام در تصاحب مدینا